# 보성파워텍
보성파워텍(Bosung Power Tech Co. Ltd.)은 대한민국의 철골철탑기업이다. 본사는 서울특별시 강남구 논현로175길 94에 위치해 있으며 충청북도 충주시에 주공장을 두고 있다. 대표이사는 임재황으로 동아시아 최대 규모의 철탑 하중 시험장을 가지고 있다 반기문 전 유엔 사무총장의 막냇동생이 회사의 부회장으로 재직하여 화제가 된 적이 있으며 주가가 급등하여 회사가 유상증자를 한 적이 있다

## 역사
1977년 임도수 회장이 삼창기업사로 설립하여 1978년 보성물산을 인수한 후 현재의 사명으로 변경되었으며 2008년 아들 임재황 사장에게 대표이사를 넘겼다
대표이사가 2020년에 은탑산업훈장을 받았으며 2022년에 중소벤처기업부에 위해 명문장수기업’으로선정되었다.

## 참고 문헌
1. ↑  정재원, 국내 철골ㆍ철탑 1위 보성파워텍 올해 '역대급' 실적에 도전, 전기신문, 2024년 2월 8일
2. ↑  박호현, "골치 아픈 일 많아..." '반기문 총장 동생' 반기호 보성파워텍 부회장 사임, 전기신문, 2016년 9월 11일
3. ↑  김학준, 반기문테마 대장주 보성파워텍의 기막힌 680억 유증..이래도 되나, 머니투데이방송, 2016년 6월 1일
4. ↑  임도수 보성파워텍 회장, 비지니스포스트, 2024년 5월 3일
5. ↑  이훈, “국가경제 발전 위해 더욱 노력할 것”, 전기저널, 2020년 11월 11일